# التنبؤ التكنولوجي
التنبؤ التكنولوجي هي محاولات التنبؤ بالخصائص المستقبلية للأجهزة التكنولوجية المفيدة والإجراءات أو التقنيات. حيث يقوم الباحثون بإعداد توقعات تكنولوجية استناداً إلى الخبرات السابقة والتطورات التكنولوجية الحالية. مثل التوقعات الأخرى حيث يمكن أن يكون التنبؤ التكنولوجي مفيدًا لكل من المنظمات العامة والخاصة لاتخاذ قرارات ذكية وذلك من خلال تحليل الفرص والتهديدات المستقبلية، حيث يتمكن المُتنبئ من تحسين القرارات لتحقيق أقصى قدر من الفوائد. يشهد معظم البلدان اليوم تغييرات اجتماعية واقتصادية ضخمة تعتمد بشكل كبير على تطوير التكنولوجيا. حيث يمكن للحكومات والمؤسسات الاقتصادية وضع خطط للتطورات المستقبلية من خلال تحليل هذه التغييرات. ومع ذلك، لا يمكن استخدام جميع البيانات التاريخية في التنبؤ التكنولوجي، حيث يحتاج المتنبئون أيضاَ إلى تبني التكنولوجيا المتقدمة والنمذجة الكمية استنادًا إلى أبحاث واستنتاجات الخبراء.

## لمحة تاريخية
يعود تاريخ التنبؤ التكنولوجي إلى أكثر من قرن، ولكنه لم يتطور ليصبح موضوعاً راسخاً إلا بعد الحرب العالمية الثانية، لأن الحكومة الأمريكية بدأت في اكتشاف اتجاه تطوير التكنولوجيا المتعلقة بالمجال العسكري بعد الحرب. في عام 1945، أنشأت القوات الجوية الأمريكية تقريرًا بعنوان "نحو آفاق جديدة"، الذي قام باستطلاع للتطور التكنولوجي وناقش أهمية الدراسات المستقبلية. ويعد هذا التقرير بداية للتنبؤ التكنولوجي الحديث. في الخمسينيات والستينيات من القرن الماضي، طورت مؤسسة راند تقنية دلفي التي تم قبولها على نطاق واسع واستخدمت لتقديم تقييمات ذكية للمستقبل. تعتبر تطبيقات تقنية دلفي نقطة تحول في تاريخ التنبؤ التكنولوجي، لأنها أصبحت أداة فعالة لبناء المعرفة واتخاذ القرارات خاصة في قضايا السياسة الاجتماعية والصحة العامة. في السبعينيات، تبنت القطاعات الخاصة والوكالات الحكومية خارج المجال العسكري التنبؤ التكنولوجي بشكل واسع وساعد ذلك في تنويع المستخدمين والتطبيقات. مع تطور تكنولوجيا الحوسبة، أصبحت العتاد والبرمجيات المتقدمة تسهل عملية فرز وتحليل البيانات. كما أن تطوير الإنترنت والشبكات كان مفيداً أيضاً في الوصول إلى البيانات ونقلها. بدأ تحليل الفرص التكنولوجية منذ عام 1990. و الذي يمكن البرمجيات المحسّنة من مساعدة المحللين في البحث واسترجاع معلومات البيانات من قواعد بيانات معقدة وكبيرة، ثم تمثيل العلاقات بين البيانات بشكل رسومي. منذ عام 2000، أدى تزايد الكثير من المتطلبات والتحديات الجديدة إلى التطور الحديث للتنبؤ التكنولوجي، مثل الألعاب الواقعية البديلة، مجتمعات التنبؤ عبر الإنترنت، وتنبؤ التقادم.

## الجوانب المهمة
"أعتقد أن لدينا ميولاً ثقافية نحو التكنولوجيا تعكس حالة التفاؤل، لكننا جميعاً نضع توقعات سيئة." — جيم مور، مدير برنامج هندسة النقل في جامعة جنوب كاليفورنيا
أولاً، يتعامل التنبؤ التكنولوجي مع خصائص التكنولوجيا، مثل مستويات الأداء التقني وسرعة الطائرة العسكرية أو القدرة لمحرك مستقبلي معين بوحدات الواط، والدقة أو دقة جهاز القياس، وعدد الترانزستورات في شريحة في العام 2015، وما إلى ذلك. كما لا يتعين على التنبؤ تحديد كيفية تحقيق هذه الخصائص.
ثانياً، عادةً ما يتعامل التنبؤ التكنولوجي مع الآلات أو الإجراءات أو التقنيات المفيدة فقط، ويهدف هذا إلى استبعاد السلع أو الخدمات أو التقنيات التي تهدف إلى الرفاهية أو التسلية من نطاق التنبؤ التكنولوجي.
ثالثاً، تعتبر الجدوى عنصراً أساسياً في التنبؤ التكنولوجي. حيث يتوجب على المتنبئين مراعاة أخذ التكلفة ومستوى صعوبة تحقيق الرغبات بعين الاعتبار. وعلى سبيل المثال يعتبر النهج المعتمد على الحاسوب "النمط" بأنه طريقة تنبؤ مكلفة لا يُوصى باستخدامها في الحالات التي تكون فيها الأموال محدودة.

## الأساليب
تشمل الأساليب والأدوات المتبعة عادةً في التنبؤ التكنولوجي على قانون مور، وقانون رايت وقانون غودارد التي تولد تقييمات كمية لتقدم التكنولوجيا، وطريقة دلفي والتنبؤ عن طريق القياس ومنحنيات النمو والاستقراء ومسح الأفق.كما تستخدم أيضاً الأساليب المعيارية في التنبؤ التكنولوجي مثل الأشجار الصريحة، والنماذج المورفولوجية، ومخططات تدفق المهام. وتُستخدم طريقة دلفي على نطاق واسع في التنبؤات التكنولوجية بسبب مرونتها وملاءمتها. ومع ذلك، فإن متطلب الوصول إلى توافق الآراء يُعتبر من العيوب المحتملة لطريقة دلفي. يمكن أن يعمل الاستقراء بشكل جيد مع وجود بيانات تاريخية فعّالة كافية. من خلال تحليل البيانات السابقة، يقوم المتنبئون بتوسيع الاتجاهات السابقة للتطور من أجل استقراء نتائج ذات مغزى في المستقبل.
تعتمد العديد من طرق التنبؤ التكنولوجي على التفاعل بين الأسواق والتكنولوجيا، بينما يتيح تقدم التكنولوجيا الشركات من إطلاق منتجات جديدة أو محسنّة، حيث توفر الأسواق المحتملة الحوافز للاستثمار في البحث والتطوير، ويوفر نجاح السوق التمويل لمزيد من البحث والتطوير.

### دمج التوقعات
أظهرت الدراسات المتعلقة بالتوقعات السابقة أن أحد الأسباب الأكثر شيوعاً لفشل التوقعات هو تجاهل المتنبئ للمجالات ذات الصلة. وقد يفشل النهج الفني المحدد في تحقيق مستوى القدرة المتوقع له حيث يتم استبداله بنهج تقني آخر تم تجاهله من قبل المتنبئ. والمشكلة أخرى هي التناقض بين التوقعات حيث يعكس التناقض بين التوقعات من حيث الاختلاف في المواقع والأوقات المستخدمة في التجارب المنضبطة وعادة ما ينتج عن ذلك بيانات غير دقيقة وغير موثوقة، مما يؤدي إلى رؤى غير صحيحة وتوقعات خاطئة. نظراً لهذه المشاكل غالباً ما يكون من الضروري دمج توقعات التقنيات المختلفة. بالإضافة إلى ذلك فإن استخدام أكثر من طريقة للتوقعات يمنح المتنبئ رؤية أوسع حول العمليات التي تؤثر على نمو التكنولوجيا التي يتم التنبؤ بها. يمكن أن يساعد دمج التوقعات في تقليل الأخطاء مقارنةً بالتوقع الواحد، وفي الحالات التي يواجه فيها الباحثون صعوبة في اختيار طريقة توقع معينة، فإن دمج التوقعات يعد دائماً الحل الأفضل.

## الأبحاث والتطبيقات ذات الصلة

### معاهد التنبؤ
- معهد التفرد للذكاء الاصطناعي
- معهد مستقبل الإنسانية
- مشروع الألفية
- معهد المستقبل

### المجلات العلمية
- التنبؤ التكنولوجي والتغيير الاجتماعي
- المستقبل
- المستقبل وعلوم التنبؤ
- مجلة دراسات المستقبل

### الاستخدامات في التصنيع
يعتمد التنبؤ التكنولوجي بشكل كبير على البيانات، والبيانات تساهم في التصنيع وظهور عصر الصناعة 4.0. كما يوفر نظام إنترنت الأشياء (آي أو تي) منصة قوية لإجراء التحليل التنبؤي في مرحلة ما بعد عصر الصناعة 4.0. كما ستعمل التقنيات المتقدمة على زيادة دقة التنبؤات وكذلك موثوقيتها. مع التطور السريع لتكنولوجيا آي أو تي، حيث سيتم تزويد المزيد من الصناعات بأجهزة استشعار وأجهزة مراقبة. إن ظهور التصنيع الحديث يغير ملامح المصانع. يساعد نظام آي أو تي المديرين في مراقبة والتحكم في عملية الإنتاج من خلال جمع وتتبع ونقل البيانات. حيث تعتبر البيانات قوة، مما تمكن المديرين أيضاً من إجراء تحليل للأعمال استناداُ إلى بيانات السوق، كما يمكن جمع معلومات مثل تفضيلات شراء العملاء واحتياجات السوق واستخدامها في تقدير الإنتاج.
يمكن استخدام تحليل الاتجاهات بناءً على افتراضات النمو الحالية في التصنيع. مما يساعد هذا التحليل بشكل كبير في تقليص وقت الدورة لعملية التصنيع واستهلاك الطاقة وفي هذه الحالة، تزيد التكنولوجيا الحديثة من كفاءة الإنتاج وكذلك الكفاءة الاقتصادية.

### التنبؤ التكنولوجي باستخدام الرادار التكنولوجي
تستخدم الشركات غالباً التنبؤ التكنولوجي لتحديد أولويات أنشطة آر آند دي، وتخطيط تطوير المنتجات الجديدة، واتخاذ قرارات استراتيجية بشأن ترخيص التكنولوجيا وتشكيل المشاريع المشتركة. حيث يعتبر الرادار التكنولوجي هو إحدى الأدوات التي تمكّن من التنبؤ التكنولوجي في الشركات وهو يساعد في التعرف المبكر على التقنيات والاتجاهات والصدمات ويزيد الانتباه إلى التهديدات والفرص الناتجة عن التطور التكنولوجي بالإضافة إلى تحفيز الابتكار.
تم تطبيق رادار التكنولوجيا بنجاح من أجل التعرف على تقنيات الذكاء التكنولوجي واختيارها وتقييمها ونشرها على مستوى الشركة. حيث تتبع هذه الرادارات التكنولوجية عملية محددة تضفي قيمة كبيرة على الشركة، وتشمل هذه العملية الخطوات التالية:
1. التعريف: يقوم الموظفون الذين يعملون ككشافين للتكنولوجيا من جميع أنحاء العالم بتقديم التقنيات الجديدة إلى المنصة.
2. الاختيار: يقوم فريق الرادار بمراجعة التقنيات المقدمة واختيار الأكثر ملاءمة.بناء على التقنية وتأثيرها المحتمل وحداثتها،
3. التقييم: يتم تقييم التقنيات المختارة بناءً على فرصة السوق ومخاطر التنفيذ.
4. النشر: يعرض الرادار التقنيات التي تم تقييمها وفقًا لاستحقاقها وموقعها في سلسلة القيمة وأهميتها.[27]

## أنظر أيضاً
- تسريع التغيير
- طريقة دلفي
- التنبؤ
- دراسة المستقبل
- مسح الأفق
- قائمة بالتقنيات الناشئة
- انحياز للتفاؤل
- التنبؤ باستخدام فئة مرجعية
- التخطيط الاستراتيجي للمستقبل
- استكشاف التكنولوجيا
- خارطة الطريق التكنولوجية

## روابط خارجية
- TechCast Article Series, William Halal Next Next Things
- TSTC Forecasting The emerging technology & forecasting office at Texas State Technical College
- نسخة محفوظة 2013-06-02 على موقع واي باك مشين. Unido Technology Foresight Manual.